# Făgăraș-Gebirge

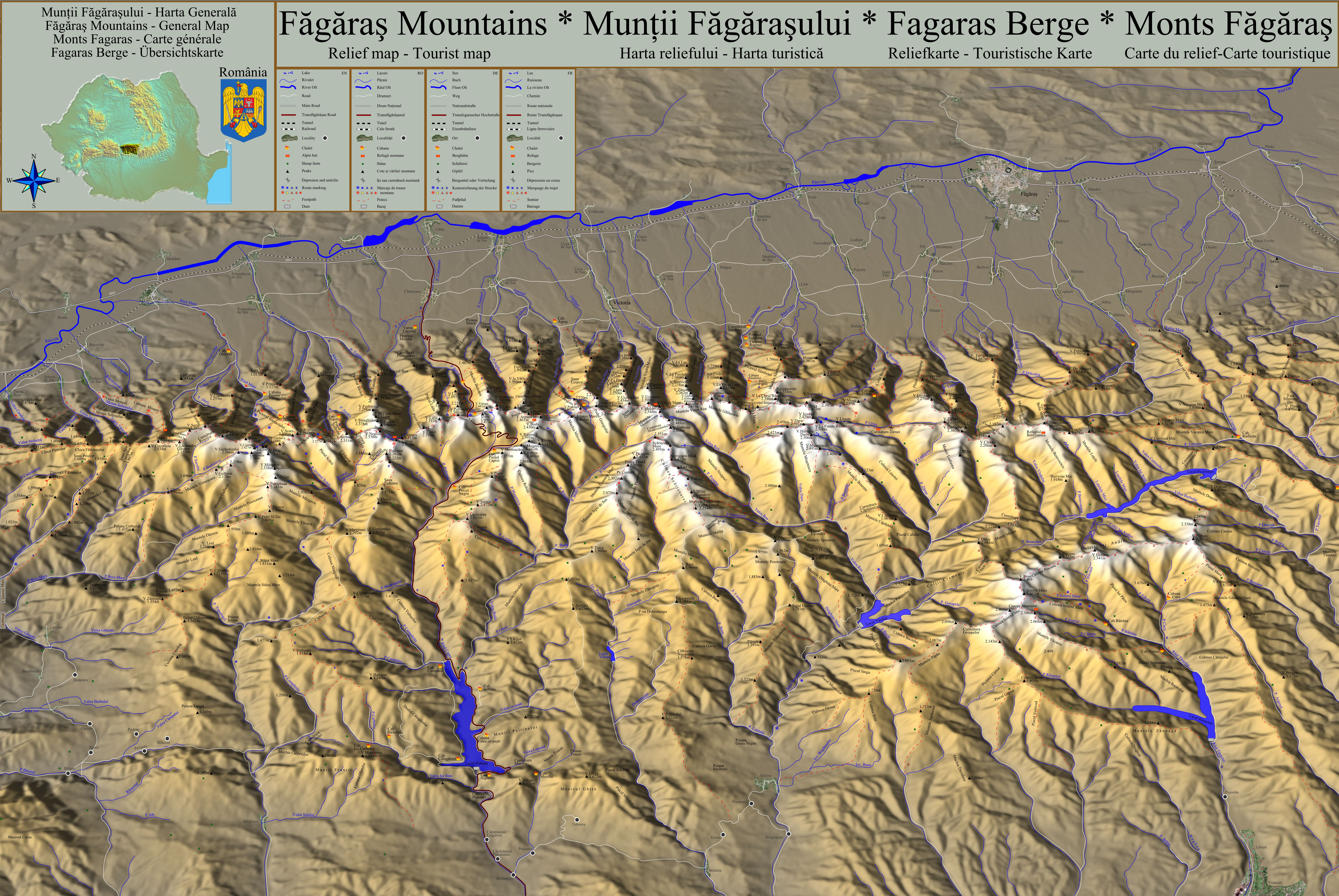
Touristenkarte, Reliefansicht

Das Făgăraș-Gebirge (deutsch meist Fogarascher Gebirge oder Fogarascher Berge, oder Siebenbürgender Alpen, rumänisch Munții Făgăraș, ungarisch Fogarasi-havasok) liegt in der Gebirgsgruppe der Südkarpaten in Rumänien. Es wird von der Transfogarascher Hochstraße durchzogen.
Der Gebirgskamm hat eine Länge von etwa 70 km und eine Breite von 40 km. Das Gebirge umfasst eine Fläche von 1.985 km², die Seehöhe liegt zwischen 351 m und 2.544 m. Westlich von Kronstadt (Brașov) erhebt sich der Moldoveanu-Gipfel, der mit 2.544 m der höchste in den Fogaraschern wie auch in ganz Rumänien ist.
Fünf weitere Gipfel der Fogarascher Berge haben eine Höhe von über 2.500 m, und zwar der Negoiu (2.535 m), Viștea Mare (2.527 m), Lespezi (2.522 m), Vânătoarea lui Buteanu (2.507 m) und Dara (2.501 m). Zu den Bergen mit Höhen unterhalb von 2.500 m zählt zum Beispiel der Șerbota mit 2.331 m.
In den Fogaraschern liegen mehrere kleinere Gebirgsseen.

## Klima und typische Vegetationsgrenzen
Das Klima im Făgăraş-Gebirge ist rau und weist subpolare Aspekte auf. Die mittlere Jahrestemperatur liegt bei −2 °C, wobei die Temperaturspanne von −38 °C bis +20 °C reicht. Auf der Nordseite des Gebirges dauert der Winter 6 bis 7 Monate lang.
In den Hochlagen liegt die Niederschlagsmenge zwischen 1.200 und 1.400 mm pro Jahr, in den Tieflagen zwischen 800 und 1.000 mm.
Bis zur Seehöhe von 1.000 m überwiegen Buchenwälder (Fagus sylvatica). Bis 1.200 m sind immer mehr Nadelbäume – primär Weißtanne (Abies alba) und Fichte (Picea abies) – eingemischt, darüber wachsen reine Fichtenwälder bis zur Baumgrenze bei rund 1.600 m Seehöhe.

## Schutzgebiete und Schutzgüter
Das Făgăraş-Gebirge sowie dessen nördliches Vorland sind fast auf der gesamten Fläche durch zwei Natura 2000-Gebiete geschützt: Das FFH-Gebiet „Munții Făgăraș“ (EU-Code: ROSCI0122) wurde 2006 ausgewiesen, umfasst eine Fläche von 1.986,2 km² und befindet sich vollständig in der alpinen biogeografischen Region. Das Vogelschutzgebiet „Piemontul Făgăraș“ (EU-Code: ROSPA0098) wurde ebenfalls 2006 verordnet, hat eine Fläche von 712,0 km² und befindet sich etwa zur Hälfte in der alpinen (51,88 %) und in der kontinentalen biogeografischen Region (48,12 %) Rumäniens. Innerhalb der zwei Natura-2000-Gebietsflächen befinden sich 21 Naturschutzgebiete, die nach rumänischem Naturschutzrecht verordnet wurden.

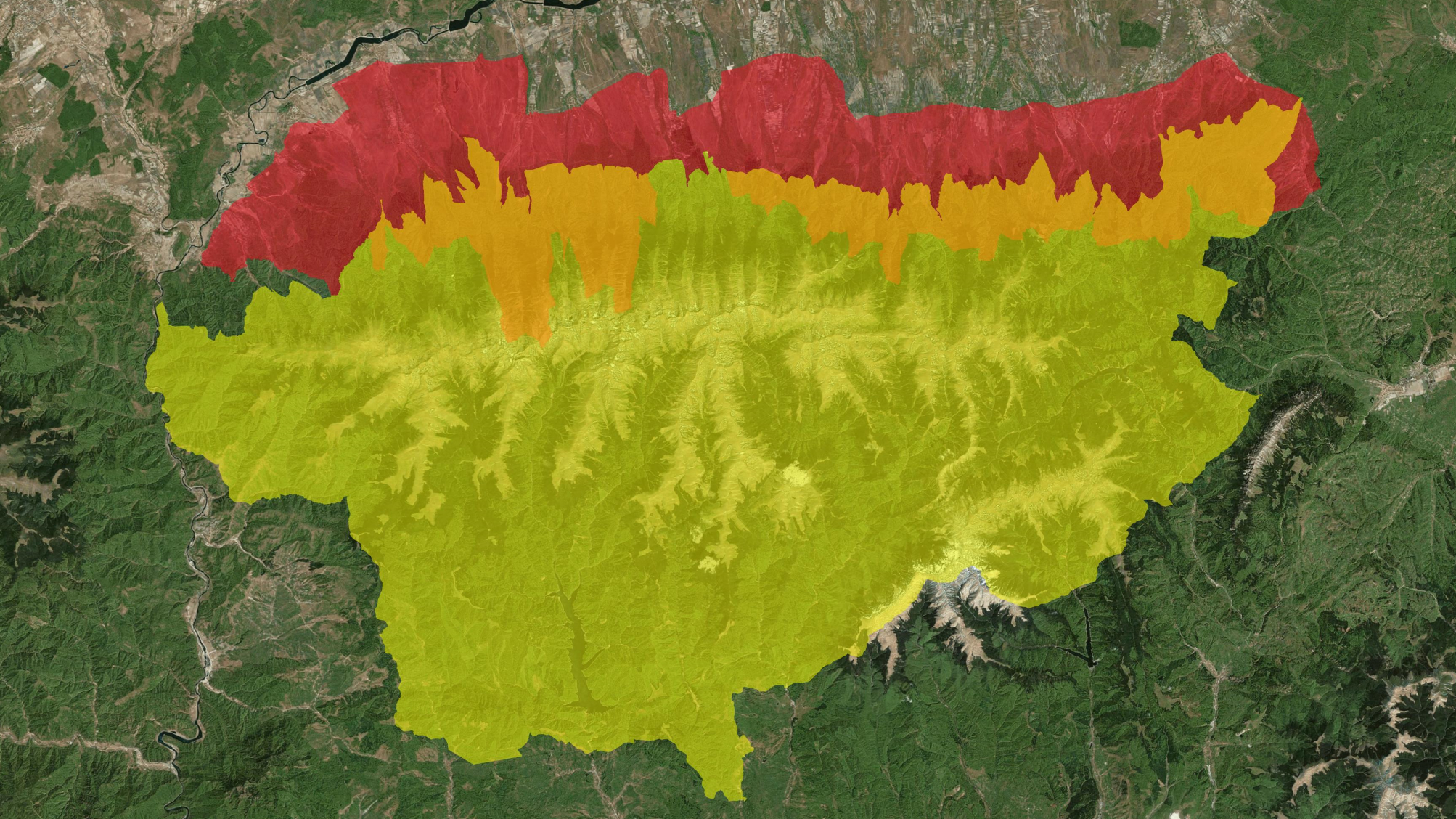
Das FFH-Gebiet „Munții Făgăraș“ (gelb und orange, 1.986,2 km²), das Vogelschutzgebiet „Piemontul Făgăraș“ (rot und orange, 712,0 km²) und die Flächen, die sowohl als FFH-Gebiet als auch Vogelschutzgebiet ausgewiesen sind (orange, 261,4 km²).

Die ausgewiesenen FFH-Lebensraumtypen (in Klammer die EU-Codes) belegen den hohen ökologischen Wert des Făgăraş-Gebirges: Natürliche Fließgewässer (3220, 3230 und 3240), Heiden und Buschvegetation (4060, 4070 und 4080), natürliches Grasland sowohl auf Kalk- als auch auf Silikatgestein (6150, 6170, 6230, 6410, 6430, 6440 und 6520), alpine Pionierformationen mit Caricion bicoloris-atrofuscae (7240), felsige Lebensräume (8110, 8120, 8210, 8220) und nicht erschlossene Höhlen (8310) sowie Waldlebensraumtypen von Auen- bis zu Hochgebirgswäldern (9110, 9130, 9150, 9170, 9180, 91E0, 91Q0, 91V0 und 9410).
Das Făgăraș-Gebirge weist artenreiche und seltene Tier- und Pflanzenbestände von europaweiter Bedeutung auf. Sie ist eines der letzten Rückzugsgebiete der Schneckenart Drobacia banatica. Seltene Pflanzen von Moosen bis Orchideen, europaweit geschützte Schmetterlinge, Käfer und Fische kommen dort ebenfalls vor. Im Făgăraș-Gebirge sind außerdem signifikante Bestände der drei in Mittel- und Osteuropa vorkommenden und streng geschützten großen Beutegreifer; Luchs, Wolf und Braunbär. Seit einer Auswilderung lebt im Făgăraș-Gebirge auch der Wisent.
Durch die Arbeiten von STOICA et al. (2014) und MĂRGINEAN (2018) ist der Wissensstand zur artenreichen Fledermausfauna im Făgăraş-Gebirge außergewöhnlich gut; insgesamt konnten 22 Fledermausarten im Făgăraş-Gebirge nachgewiesen werden, das sind mehr als zwei Drittel (71 %) der in Rumänien vorkommenden 31 Fledermausarten. Mehr als die Hälfte aller in Europa vorkommenden Fledermausarten, die in Anhang II der FFH-Richtlinie gelistet sind, haben im FFH-Gebiet „Munții Făgăraș“ einen geschützten Lebensraum.
Hinsichtlich der Avifauna haben streng geschützte Vogelarten im nördlichen Făgăraş-Gebirge und dessen Vorland ihre Habitate, z. B. Steinadler (Aquila chrysaetos), Schreiadler (Clanga pomarina syn. Aquila pomarina) und Schlangenadler (Circaetus gallicus), Weißrückenspecht (Dendrocopos leucotos), Mittelspecht (Leiopicus medius syn. Dendrocopos medius), Blutspecht (Dendrocopos syriacus), Grauspecht (Picus canus) und Schwarzspecht (Dryocopus martius), Ortolan (Emberiza hortulana), Sperlingskauz (Glaucidium passerinum), Habichtskauz (Strix uralensis) sowie Auerhuhn (Tetrao urogallus) und Haselhuhn (Tetrastes bonasia syn. Bonasa bonasia).
Die private Stiftung Foundation Conservation Carpathia (FCC) hat sich unter anderem das Ziel gesetzt, die Flora und Fauna des noch nicht unter Schutz gestellten Teils des Făgăraș-Gebirges durch den Kauf von Wäldern und durch das Pachten von Jagdgebieten zu schützen und diese Gebiete in einem Nationalpark aufgehen zu lassen.

## Dokumentationen
- Video über das Vogelschutzgebiet „Piemontul Făgăraș“: Situl Natura 2000 Piemontul Făgăraș auf YouTube, abgerufen am 21. Dezember 2019 (Video über das Vogelschutzgebiet „Piemontul Făgăraș“).
- Video über das FFH-Gebiet „Munții Făgăraș“: Situl Natura 2000 Munții Făgăraș și fauna de interes comunitar auf YouTube, abgerufen am 21. Dezember 2019 (Video über das FFH-Gebiet „Munții Făgăraș“).
- Video über die Wiesenlebensräume im FFH-Gebiet „Munții Făgăraș“: Situl Natura 2000 Munții Făgăraș și habitatele de pajiști auf YouTube, abgerufen am 21. Dezember 2019 (Video über die Wiesenlebensräume im FFH-Gebiet „Munții Făgăraș“).
- Video über die Waldlebensräume im FFH-Gebiet „Munții Făgăraș“: Situl Natura 2000 Munții Făgăraș și habitatele forestiere auf YouTube, abgerufen am 21. Dezember 2019 (Video über die Waldlebensräume im FFH-Gebiet „Munții Făgăraș“).